# Salvador (pel·lícula de 1986)
Salvador és un drama bèl·lic dirigit per Oliver Stone de 1986, filmat als Estats Units i a Mèxic.
La pel·lícula narra la història real de Richard Boyle, fotoperiodista estatunidenc, i retrata la tragèdia de les guerres civils centreamericanes de la dècada del 1980.

## Argument
Richard Boyle, un fotoperiodista amb problemes amb l'alcohol i les drogues, viatja amb el seu amic Doctor Rock al Salvador a fer un reportatge sobre els esdeveniments bèl·lics de 1980.
Tots dos són testimonis de l'execució d'un estudiant per part de les tropes governamentals, i llavors s'adonen que el problema és més seriós del que es pensaven. De mica en mica, Boyle anirà descobrint la crua realitat, i s'hi trobarà fortament compromès: estableix una estranya aliança amb les guerrilles (que el pressionen perquè faci arribar les imatges als Estats Units) i els militars (que li demanen fotografies dels rebels).

## Repartiment
- James Woods: Richard Boyle
- James Belushi: Doctor Rock
- Michael Murphy: Ambaixador Thomas Kelly
- John Savage: John Cassady
- Elpidia Carrillo: María
- Tony Plana: Alcalde Maximiliano 'Max' Casanova
- Colby Chester: Jack Morgan
- Cynthia Gibb: Cathy Moore
- Will MacMillan: Coronel Bentley Hyde Sr.
- Valerie Wildman: Pauline Axelrod
- José Carlos Ruiz: Arquebisbe Romero
- Jorge Luke: Coronel Julio Figueroa

Amb imatges de: Jimmy Carter, i Nancy i Ronald Reagan.

## Premis i nominacions

### Premis
- 1987: Independent Spirit al millor actor per James Woods[3]

### Nominacions
- 1987: Oscar al millor actor per James Woods[4]
- 1987: Oscar al millor guió original per Oliver Stone i Richard Boyle
- 1987: Independent Spirit a la millor pel·lícula per Gerald Green i Oliver Stone
- 1987: Independent Spirit al millor director per Oliver Stone
- 1987: Independent Spirit a la millor actriu per Elpidia Carrillo
- 1987: Independent Spirit al millor guió per Oliver Stone i Richard Boyle
- 1987: Independent Spirit a la millor fotografia per Robert Richardson